# Karim Mané
Abdou Karim Mané (Dakar, 16 maggio 2000) è un cestista senegalese naturalizzato canadese.

## Palmarès
- Campione NBA D-League (2021)